# Hans Kramer (Theologe)
Hans Kramer OSCam (* 18. Dezember 1936 in Essen; † 4. Mai 2021 in Bochum) war ein deutscher Ordensgeistlicher und katholischer Theologe.

## Leben
Hans Kramer trat nach seinem Abitur am Gymnasium in Essen-Werden 1956 in das Noviziat der Ordensgemeinschaft der Kamillianer in St. Mauritz-Sudmühle in Münster ein. Am 24. April 1957 legte er die einfache und am 29. September 1960 die feierliche Profess ab. Sein Philosophie- und Theologiestudium absolvierte er in Österreich und in Münster. Am 26. Juli 1962 empfing er in Essen die Priesterweihe.
1970 wurde er in Freiburg im Breisgau bei Rudolf Hofmann mit der Schrift Die sittliche Vorentscheidung. Ihre Funktion und ihre Bedeutung in der Moraltheologie zum Doctor theologiae promoviert. Er war Präfekt am Freiburger Konvent und ab 1970 Novizenmeister im Kamilluskolleg in Sudmühle und anschließend am Lehrstuhl Wilhelm Heinens Assistent im Fachbereich Moraltheologie in Münster. 1974 erfolgte an der Julius-Maximilians-Universität Würzburg seine Habilitation mit der Schrift Unwiderrufliche Entscheidungen im Leben des Christen: ihre moralanthropologischen und moraltheologischen Voraussetzungen.
Kramer lehrte von 1976 bis zu seiner Emeritierung 2002 als Ordinarius und Professor für Moraltheologie an der Ruhr-Universität Bochum; er war zudem auch Dekan der theologischen Fakultät.
2013 war er einer der Mitunterzeichner der Erklärung der Moral- und Pastoraltheologen zum Umdenken der Kirche bei der Sexualmoral. Er war langjähriger Vorsitzender der Arbeitsgemeinschaft Moraltheologie.

## Schriften (Auswahl)
- Die sittliche Vorentscheidung. Ihre Funktion und ihre Bedeutung in der Moraltheologie. Würzburg 1970, OCLC 781977185.
- Unwiderrufliche Entscheidungen im Leben des Christen. Ihre moralanthropologischen und moraltheologischen Voraussetzungen. München 1974, ISBN 3-506-74830-0.
- mit Dietrich Bäuerle: Ethisch denken und handeln. Grundlegung christlicher Erziehung und Lebenspraxis. Düsseldorf 1980, ISBN 3-491-77340-7.
- Ehe war und wird anders. Düsseldorf 1982, ISBN 3-491-72117-2.
- Behutsamkeit im Umgang mit Normen in der Kirche. In: Heinrich J. F. Reinhardt (Hrsg.): Theologia et jus canonicum. Ludgerus-Verlag, Essen 1995, S. 151–166.